# 胡安·馬里·阿武爾托
胡安·馬里亞·阿武爾托·里克（西班牙語：Juan María Aburto Rike，1961年3月28日—），通稱胡安·馬里·阿武爾托（Juan Mari Aburto），是西班牙法学家和巴斯克民族主義者。2015年6月擔任毕尔巴鄂的市長。

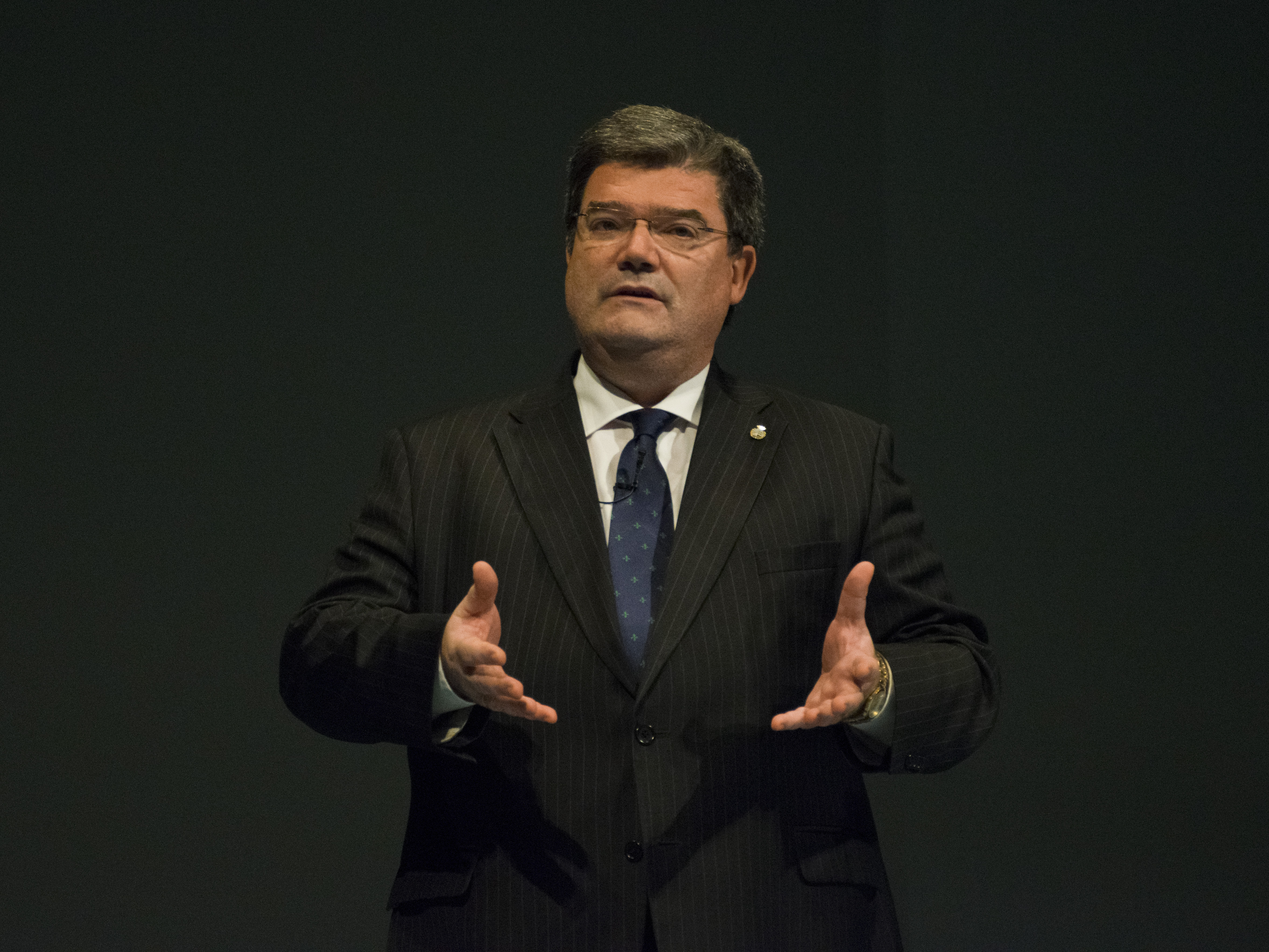
2015年

他出生於畢爾巴鄂，畢業於德乌斯托大学法學專業，自1986年起擔任比斯開省議會官員。